# İBB Miras
 (mars 2025).
İBB Miras (IBB héritage), ou, selon la nomenclature officielle, le Département du patrimoine culturel de la mairie métropolitaine d'Istanbul, est une unité opérant au sein de la municipalité métropolitaine d'Istanbul.
Créé en 2014 et relancé en 2019 à l'initiative du nouveau maire d'Istanbul, Ekrem Imamoglu, İBB Miras a pour objectif de faire l'inventaire et de restaurer le patrimoine culturel en péril d'Istanbul.
Une fois restaurés, la plupart de ces sites sont ouverts au public et accueillent différents services publics municipaux : librairies municipales (réseau İstanbul kitapçısı, distribuant notamment les livres édités par les presse de la mairie, İBB yayınevi), bibliothèques, espaces de coworking, cafés de la mairie (réseau Beltur).

## Restaurations initiées
Parmi les chantiers emblématiques de İBB Miras, on trouve :
- la Casa Botter (sur İstiklal Caddesi)[4]
- le musée de Cendere
- le musée de la République (sur la place Taksim)
- les remparts de Galata
- la citerne de Gülhane
- le rempart maritime (sur la Corne d'Or)
- la bibliothèque Troleybus
- la jetée de Moda
- Rumeli Hisari
- l'ancienne villa du Patriarche (sur Büyükada)
- la Citerne Basilique
- le musée de Gazhane
- le palais du Bulgur (Bulgur Palası)
- les silos de Çubuklu